# Club Atlético River Plate
|  | No s'ha de confondre amb Club Atlético River Plate (Montevideo). |

|  | Per a altres significats, vegeu «River Plate (desambiguació)». |

El Club Atlético River Plate és un club esportiu argentí, destacant en futbol, de la ciutat de Buenos Aires (barri de Belgrano). És un dels més prestigiosos de l'Argentina.

## Història
El Club Atlético River Plate va ser fundat el 25 de maig de 1901 a partir de dos clubs amateurs anomenats Santa Rosa i La Rosales, a prop del barri de La Boca, i es va traslladar posteriorment a Palermo i finalment a Núñez, al nord de la ciutat, el 1923.

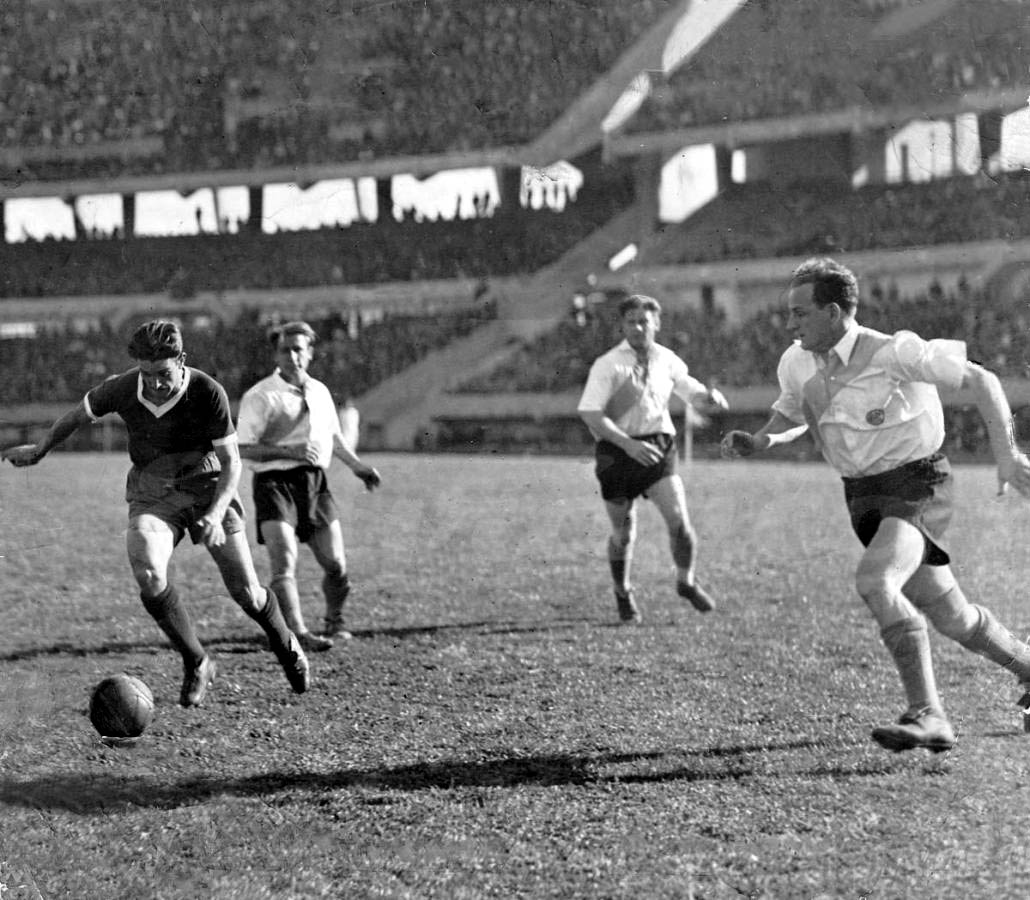
Minella, Vassini i Santamaría el 1939

Als anys 30, River adquirí el jugador Bernabé Ferreyra del Tigre, per una molt elevada quantitat, i feu el mateix amb Carlos Peucelle, que jugava a l'Sportivo Buenos Aires. Aquest fet li atorgà el sobrenom dels milionaris. A inicis dels anys 40, River tingué una atractiva ofensiva que rebé el sobrenom de La Máquina. Formaven aquesta davantera els jugadors Muñoz, Moreno, Pedernera, Labruna i Loustau, tot i que en realitat només varen jugar junts divuit partits. Alfredo Di Stéfano als 40 i Eduardo Omar Sívori als 50, més tard grans estrelles a Europa, jugaren al club.
Entre 1952 i 1957, River guanyà cinc de sis títols argentins, abans de passar 18 anys sense triomfs. River retornà als èxits el 1975 amb jugadors com Daniel Passarella i Norberto Alonso. El 1983, Enzo Francescoli fou adquirit del Montevideo Wanderers uruguaià. Les seves grans actuacions al club el convertiren en el símbol de River durant els anys 80, i li valgueren el sobrenom del «príncep». El 1986, just després de la marxa de Francescoli al Racing Club Paris francès, River guanyà la seva primera Libertadores, amb una nova fornada de jugadors liderats per Claudio Caniggia. Entre les seves darreres estrelles podem esmentar Ariel Ortega, Hernán Crespo, Javier Saviola, Pablo Aimar o Andrés D'Alessandro.
El 26 de juny de 2011, després de 81 temporades seguides a la màxima categoria del futbol argentí, el club va baixar, per primera vegada en la seva història, a la Primera B Nacional. Fou derrotat pel Belgrano F.C. en la promoció (2-0 a l'anada i 1-1 a la tornada: global de 3-1)
Fins a l'any 2011 el club ha guanyat 33 campionats professionals argentins, una Copa Intercontinental (1986), dues Libertadores (1986 i 1996), una Copa Interamericana (1987) i una Supercopa Sud-americana (1997), com a títols més destacats.

## Estadis
L'estadi Monumental, oficialment Estadi Monumental Antonio Vespucio Liberti, és la seu de River. Està situat al barri de Núñez, a Buenos Aires i té una capacitat per a 65.645 espectadors. També és la seu de la selecció nacional argentina.
Els seus estadis al llarg de la història han estat:
- Dársena Sud, 1901
- Sarandí, 1909
- Dársena Sud, 1912
- estadi de Ferro Carril Oeste, 1913
- carrers Pinzón, Caboto, Aristóbulo del Valle i Pedro de Mendoza, 1915
- Palermo, 1923
- El Monumental, 1938

## Palmarès
- 1 Copa Intercontinental: 1986

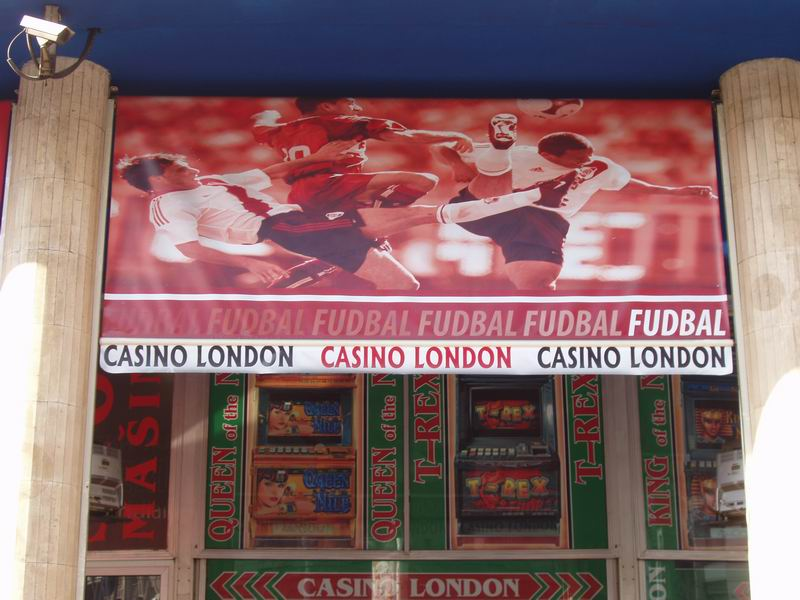
Tendall a un casino de Belgrad, Sèrbia, amb un dibuix de River Plate

- 4 Copa Libertadores: 1986, 1996, 2015, 2018
- 1 Supercopa Sud-americana: 1997
- 1 Copa Interamericana: 1987
- 1 Copa Sud-americana: 2014
- 2 Recopa Sud-americana: 2015, 2016
- 1 Copa Suruga Bank: 2015
- 1 Cup Tie Competition: 1914
- 6 Copes Rio de La Plata (Dr. Ricardo Aldao): 1936, 1937, 1941, 1945, 1947, 1955
- 1 Copa Libertadores de América Sub 20: 2012
- 36 Lligues argentines: 1920, 1932, 1936, Oro 1936, 1937, 1941, 1942, 1945, 1947, 1952, 1953, 1955, 1956, 1957, Metropolitano 1975, Nacional 1975, Metropolitano 1977, Metropolitano 1979, Nacional 1979, Metropolitano 1980, Nacional 1981, 1985/86, 1989/90, Apertura 1991, Apertura 1993, Apertura 1994, Apertura 1996, Clausura 1997, Apertura 1997, Apertura 1999, Clausura 2000, Clausura 2002, Clausura 2003, Clausura 2004, Clausura 2008, Torneo Final 2014, Supercopa 2014
- 2 Copes Competencia: 1914, 1932
- 4 Copes Dr. Carlos Ibarguren: 1937, 1941, 1942, 1952
- 1 Copa Escobar: 1941
- 1 Copa Campeonato: 2014
- 1 Lliga argentina de segona divisió: 1908
- 5 Lliguetes Pre-Libertadores: 1969, 1976, 1989, 1992, 1999

### Basquetbol
- Campeonato Argentino de Clubes:
  - 1977

## Jugadors destacats

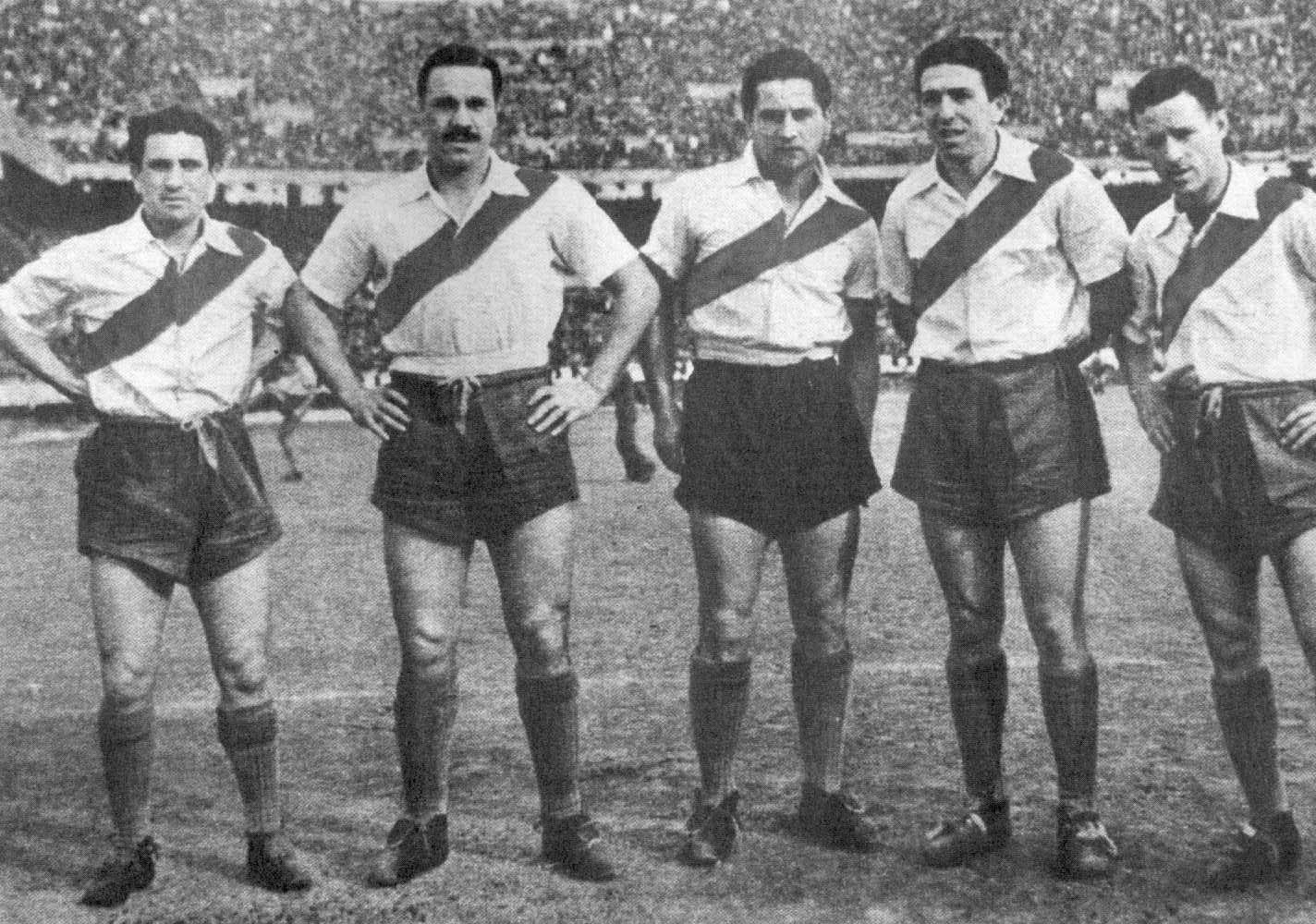
La Maquina el 1941; d'esquerra a dreta: Juan Muñoz, José Moreno, Adolfo Pedernera, Ángel Labruna i Félix Loustau

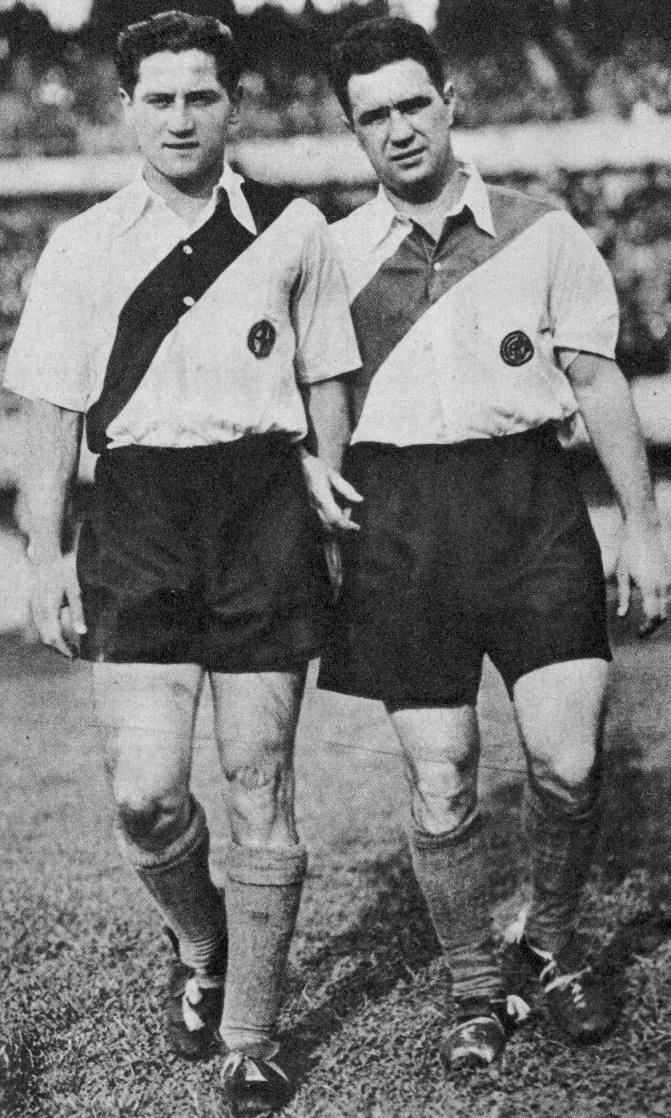
Pedernera i Peucelle, revista El Gráfico, Juny de 1969

| Primers anys - Carlos Peucelle - Renato Cesarini - Alfredo Di Stéfano - Bernabé Ferreyra - Walter Gomez - Ángel Labruna - Felix Loustau - José Manuel Moreno Fernández - Juan Carlos Muñoz - Adolfo Pedernera - José Ramos - Bruno Rodolfi - Nestor Rossi - Enrique Sivori - Ricardo Vaghi - Norberto Yácono 1950s, 1960s i 1970s - Luis Artime - Amadeo Carrizo - Juan Carlos Sainz - Vladislao Cap - José Varacka - Ermindo Onega - Daniel Onega - Roberto Matosas - Luis Cubilla - Hugo Gatti - Oscar Mas - Norberto Alonso - Juan José López - Ubaldo Fillol - Carlos Morete - Reinaldo Merlo - Daniel Passarella - Pablo Comelles - Leopoldo Luque - Óscar Ortíz - Miguel Ángel Raimondo - Alejandro Sabella - Héctor Artico - Américo Gallego 1980s i primers 1990s - Abel Balbo (1988~1989) |  | - Mario Kempes (1981~1982) - Gabriel Batistuta (1989~1990) - Ángel Comizzo (1988~1992, 2001~2003) - Ramón Díaz (1975~1982, 1991~1993) - Oscar Ruggeri (1985~1988) - Nery Pumpido (1983~1988) - René Houseman - Enzo Francescoli (1983~1986, 1994~1997) - Antonio Alzamendi (1982~1983, 1986~1988) - Claudio Morresi - Juan Funes - Héctor Enrique - Claudio Caniggia (1985~1988) - Norberto Gorosito (1984~1988) - Pedro Troglio (1984~1988) - Sergio Goycochea (1983~1988, 1993~1994) - Eduardo Berizzo (1996~2000) - Leonardo Astrada (1989~2000, 2001~2003) - Roberto Ayala (1993~1995) - Ariel Ortega (1991~1996, 2000~2002, 2006) - Sergio Berti (1990~1992, 1993~1995, 1996~1999) - Marcelo Gallardo (1993~1999, 2003~) - Hernán Crespo (1993~1996) - Rubén Da Silva (1989~1991, 1992~1993) - Ramón Medina Bello (1989~1994, 1996~1998) - Germán Burgos (1994~1999) Darrers 1990s fins avui - Marcelo Salas (1996~1998, 2003~2005) - Celso Ayala - Juan Pablo Ángel - Julio Cruz (1996~1997) - Juan Pablo Sorín (1996~1999) - Santiago Solari (1996~1999) - Martín Cardetti (1997~1998, 1999~2002) - Javier Saviola (1998~2001) - Eduardo Germán Coudet (1999~2002, 2003~2004) - Pablo Aimar (1996~2000) - Andrés D'Alessandro (2000~2003) - Fernando Cavenaghi (2001~2004) - Javier Mascherano (2003~2005) - Luis González (2002~2005) - Germán Lux (2001~) - Luciano Figueroa (2006) - Gonzalo Higuaín (2005-2006) |

## Altres seccions
River Plate també juga la lliga argentina de bàsquet, de la que fou subcampió el 1988. També té equips professionals masculí i femení de voleibol, els quals juguen a la primera divisió.
El club també disposa de seccions de Natació, Hoquei sobre herba, Futbol sala, Automobilisme i d'escacs.